# إيلما فرنسوا
إيلما كونستانت فرونسوا (14 أكتوبر 1897، سانت فينسنت والغرينادين – 1944) ناشطة سياسية اهتمت بقضايا العرق الأسود أو مايعرف بالقوة السوداء (بالإنجليزية: Black Power)‏، لقباها شعب ترينيداد وتوباغو بالبطلة القومية. وكانت واحدة من «نشطاء قضية السود» في تاريخ ترينداد وتوباغو ومنطقة الكاريبي.

## حياتها

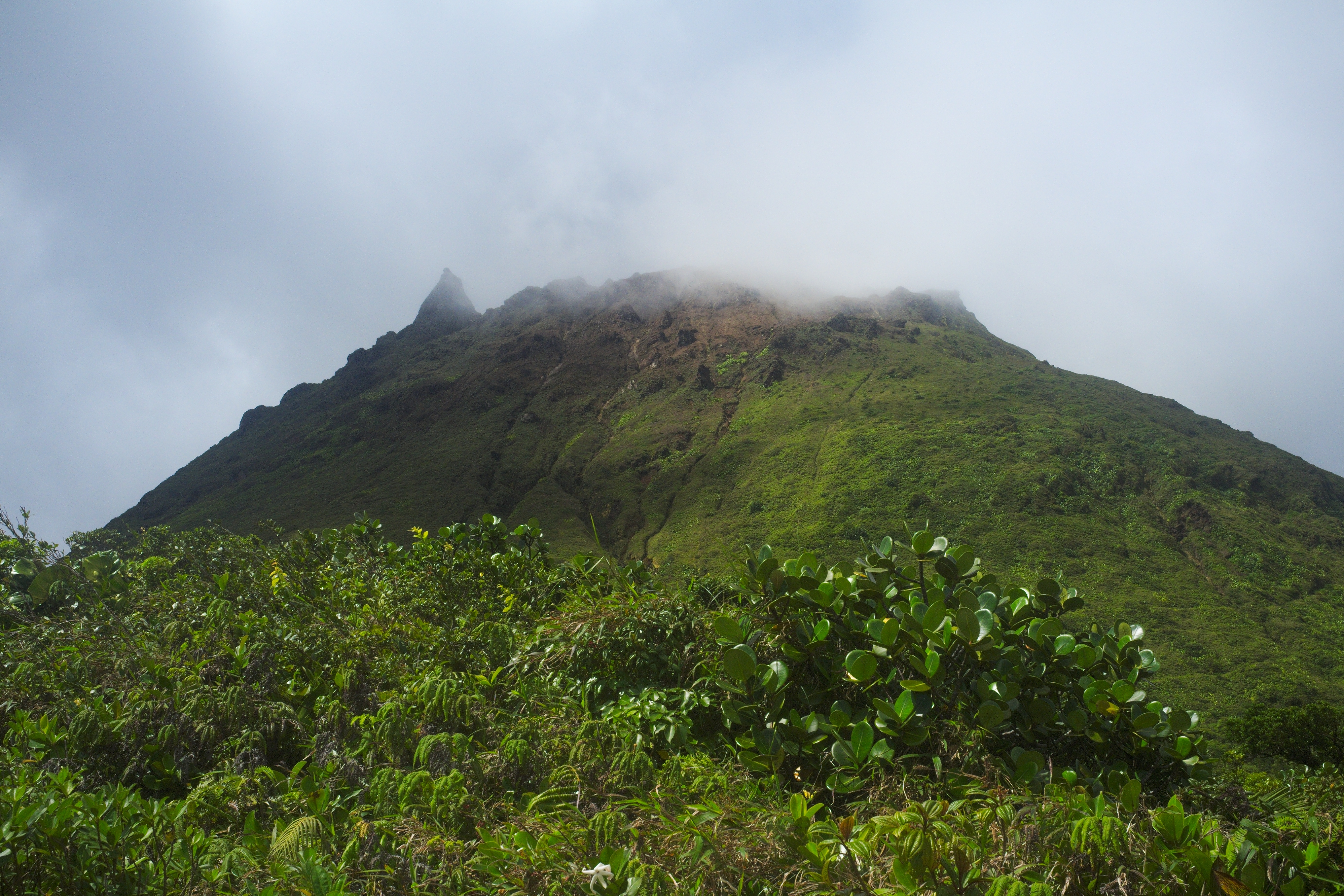
قمة بركان لا سوفرير، باس تير، جوادلوب

ولدت في 1897 بسانت فينسنت والغرينادين في منطقة الكاريبي ، لم تواصل دراستها بسبب الاضرابات المادية لتتجه للعمل مع والدتها في قطف القطن.
في بداية شبابها، كانت لها محاولات في مجال الأنشطة السياسية حيث كانت تعمل على تنظيم العمال في مصنع بنتيك. مزامنة مع ذلك رُزقت بطفل أسمته كونراد. سنة 1917، لكنه اضرت إلى تركه عند والدته المتبنية عندما قررت الهجرة إلى ترينداد وتوباغو. هناك عملت فرنسوا عملت كخادمة ثم انخرطت في جمعية العمال الترينداديين، ولاقت تعاطف رئيس الجمعية الملقب بالقائد أرثور أندري سيبرياني القادم من غرب الهند.
شاركت فرونسوا مع جيم هيدلي في تأسيس ما أسموه بالجمعية الزنجية للرعاية الثقافية والاجتماعية. وشاركت في أعمال شغب باتلر سنة 1937. بعد أن اعتقلتها الشرطة، أعلنت فرنسوا العصيان وكانت بذلك أول امرأة في تاريخ ترينداد وتوباغو تقوم بفعل ممتاثل. وأثبتت فيما بعد أنها غير مذنبة وتم إطلاق سراحها.
لاحقا، دخلت فرنسوا في حالة اكتئاب بعد أن علمت بانضمام ابنها إلى الجيش ضد حركة الزنوج، وتوفيت في 1944.